# Digitální model terénu

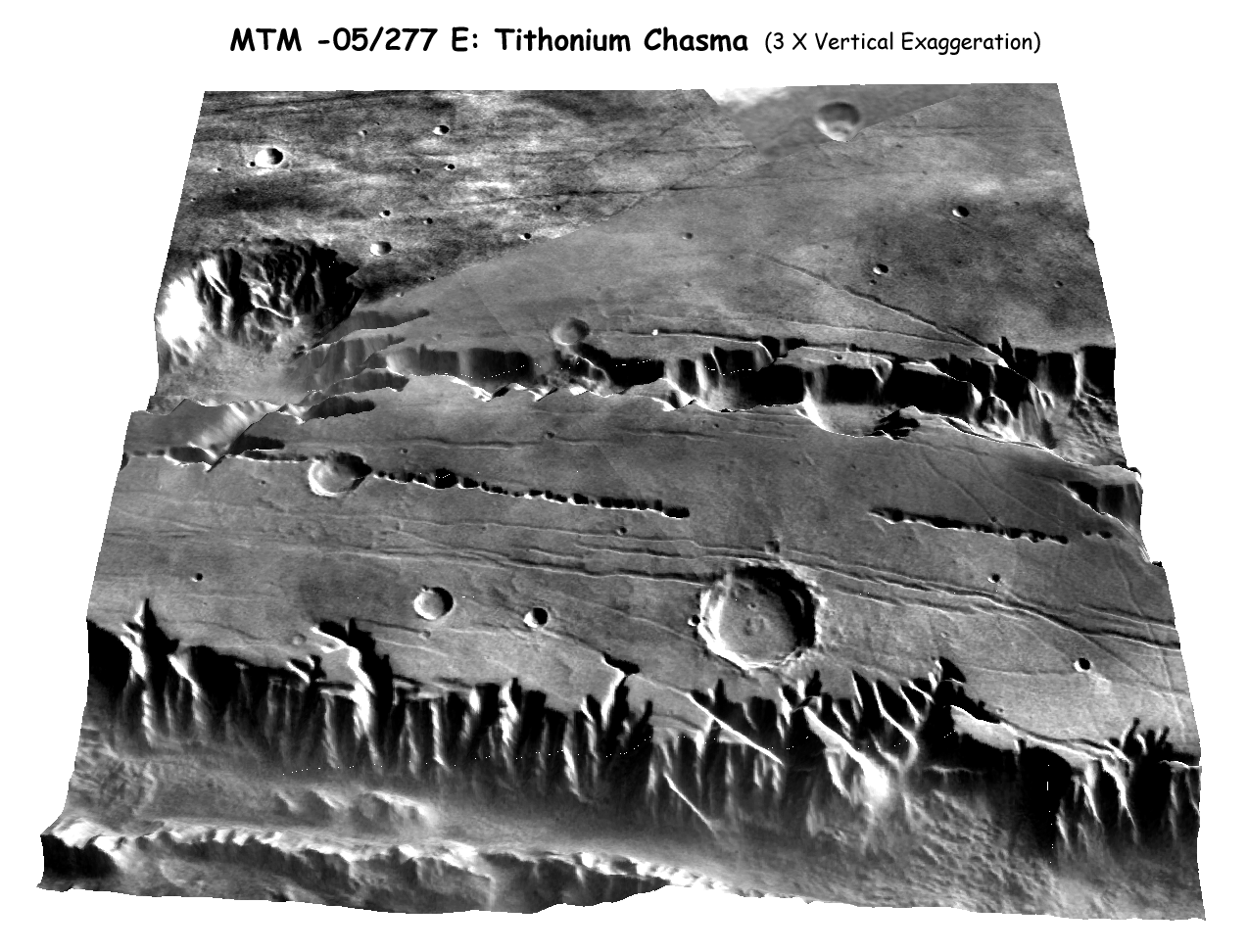
Digitální model terénu Marsu

Digitální model terénu (DMT) je digitální popis a prezentace reálného povrchu jako 2D nebo 3D model, který se skládá z reálných naměřených dat a interpolačních metod, které dopočítávají pravděpodobná data pro místa, kde data chybí. Uvnitř modelovaného území je možno v libovolných bodech odvodit nadmořské výšky. Digitální model reliéfu má význam pro velkou škálu vědeckých i komerčních aplikací. Aktuální informace o zemské topografii je využíváno v mnoha geovědních oborech jako například geologie, glaciologie, hydrologie atd.

## Druhy digitálního modelu terénu
- Digitální model reliéfu – reprezentuje reliéf zemského povrchu v digitální podobě. Je složen z dat a interpolačního algoritmu, který umožňuje mj. odvozovat výšky mezilehlých bodů.[2]

- Digitální model povrchu – Digitální model reliéfu konstruovaný zpravidla s využitím automatických prostředků tak, že zobrazuje povrch terénu a vrchní plochy všech objektů na něm (jako například střechy domů, koruny stromů apod.).[2]

- Digitální výškový model – Tento model pracuje hlavně s nadmořskými výškami bodů.[2]

## Metody k získávání dat pro DMT
Data pro generování digitálních modelů terénu lze získat pomocí různých metod. Metody lze rozdělit dle způsobu sběru dat do dvou kategorií:
- přímé metody: při těchto metodách se data získávají pomocí geodetických měření nebo pomocí GNSS. Jelikož u těchto metod se měří přímo v bodě, nazývají se kontaktní. Tato měření poskytují velmi přesné informace o poloze a výšce. Bezkontaktní metody využívají DPZ. V této skupině se nachází fotogrammetrii, laserové snímání a radarové snímání. Tyto metody poskytují data s přesností desítek centimetrů.

- nepřímé metody: tyto metody získávají data z existujících modelů. Při tvorbě DMT se využívá vektorizace, případně digitalizace výškopisu analogových map a z těchto dat se pak generuje DMT. Přesnost této metody je závislá na měřítku a přesnosti zdrojové mapy.

Při volbě vhodné metody pro zpracování dané oblasti je nutno zohlednit kritéria jednotlivých metod: velikost území, požadovaná polohová a výšková přesnost, požadovaná maximální hustota bodů, čas a cena. Každá z metod má své pro a proti. Kontaktní jsou přesná, ale je časově náročné získat model rozsáhlého území. Bezkontaktní metody jsou rychlejší, ale nejsou tak přesné.

## Typy DMT
Vstupní data, většinou vrstevnice nebo výškové body, tvoří tzv. nekompletní reprezentaci povrchu. Vrstevnice mají určitý interval (nejčastěji 5 m) a výškové body určitou hustotu, která závisí na sběru dat. K dosažení „plynulého“ povrchu se musí provést interpolaci těchto dat a podle požadovaného výstupu se volí nejčastěji mezi rastrem nebo Triangulated Irregular Network (TIN).

### TIN
TIN (nepravidelná trojúhelníková síť) je DMT tvořený pomocí nepravidelných trojúhelníků, proto poskytují plně definovaný a spojitý model terénu. Vzniká tak, že dochází k triangulaci vstupních bodů. Podmínkou je, aby triangulace vytvářela co možná nejvíce rovnostranné trojúhelníky. Hlavní výhodou je variabilita s ohledem na vstupní data. Oblasti s velkou výškovou variabilitou jsou pokryté velkým počtem bodů, a proto může vznikat velké množství trojúhelníků. Naopak při rovinném terénu s nízkou hustotou vznikají velké trojúhelníky. V datovém modelu TIN nesou body údaje o nadmořské výšce. Každý trojúhelník pak obsahuje informaci, které hrany jej ohraničují, a každá hrana obsahuje informaci, které body ji definují. Problémem při triangulaci je tvorba tzv. rovinných trojúhelníků, ty se vytvářejí zejména na vrcholech kopců, a schodů, které se tvoří v okolí hřbetnic a údolnic. Dochází k tomu, jelikož algoritmus vybírá body se stejnou nadmořskou výškou. Takové trojúhelníky nemají žádný sklon a nejsou orientované na žádnou světovou stranu. Tyto chyby se dají odstranit přidáním výškových bodů.

### Rastr
Hlavním prvkem je buňka, které jsou organizovány do formy mozaiky a obsahují hodnoty, které reprezentují daný jev. V praxi lze narazit na několik tvarů buněk (čtyřúhelníkovou, trojúhelníkovou a šestiúhelníkovou), nejčastěji se lze ale setkat s čtyřúhelníkovou. Důležitým prvkem je definované rozlišení, které udává, jak velkou plochu buňky zastupují. Rastrem lze vyjádřit spojitý jev, a to buď povrch v digitálním modelu terénu nebo také mapu znečištění ovzduší, srážky, teplotu apod.

## Datové sady DMT
Datové zdroje, které kompletně pokrývají území ČR, jsou poskytovány Českým úřadem zeměměřickým a katastrálním (ČÚZK) – ZABAGED®, který obsahuje 119 typů objektů strukturovaných v databázi do 60 vektorových vrstev, Digitální model reliéfu 4. generace, Digitální model reliéfu 5. generace, Digitální model povrchu 1. generace – nebo také Vojenským geografickým a hydrometeorologickým úřadem v Dobrušce – DMÚ 25. Zdarma jsou také rastrová data z mezinárodního programu SRTM (Shuttle Radar Topography Mission), který byl součástí mise raketoplánu Endeavour.

### SRTM data
Součástí mise Endeavour v roce 2000 byl i mezinárodní projekt The Shuttle Radar Mission, který zaštiťovaly NGA (National Geospatial-Intelligence Agency) a NASA (The National Aeronautics and Space Administration). Účelem projektu bylo výškové zmapování povrchu Země. Během mise bylo nasnímáno 80 % povrchu souše. SRTM využívá metody radarové interferometrie. Přesnost modelu je 16 metrů při určení polohy a 20 metrů při určení výšek. Data SRTM jsou hlavním zdrojem k tvorbě digitálního modelu terénu.